# Coppa dell'Imperatore 1967
La Coppa dell'Imperatore 1967 è stata la quarantasettesima edizione della coppa nazionale giapponese di calcio.

## Formula
Rimane invariato il formato basato sugli incontri ad eliminazione diretta, con otto squadre presenti all'avvio del torneo, selezionate tra le prime quattro della Japan Soccer League e della All Japan College Football Championship. Nel caso in cui la situazione di parità perduri oltre i tempi supplementari, si ricorre al sorteggio tramite moneta.

## Date
Tutte le gare del torneo si sono svolte al National Stadium di Tokyo, ad eccezione di due incontri dei quarti di finale, disputatisi a Komazawa
| Turno            | Data            |                 |
| ---------------- | --------------- | --------------- |
| Quarti di finale | 11 gennaio 1968 |                 |
| Semifinali       | 13 gennaio 1968 |                 |
| Finali           | 14 gennaio 1968 | 14 gennaio 1968 |

## Squadre partecipanti
I criteri di ammissione alla competizione sono stati modificati in seguito alla rinuncia alla partecipazione di alcune squadre originariamente qualificatesi al torneo
- Toyo Kogyo (Campione del Giappone)
- Mitsubishi HI (3° in Japan Soccer League[3])
- Yanmar Diesel (5° in Japan Soccer League[4])
- Nippon Kokan (7° in Japan Soccer League[5])
- Kansai Daigaku (Vincitore della All Japan College Football Championship)
- Chūō Daigaku (Finalista della All Japan College Football Championship)
- Tokyo Univ. Education (3° in All Japan College Football Championship)
- Kwansei Gakuin Daigaku (4° in All Japan College Football Championship)

## Risultati
|  | Quarti di finale       | Quarti di finale |                |               | Semifinali                | Semifinali                |  |  | Finale | Finale |
|  |                        |                  |                |               |                           |                           |  |  |        |        |
|  |                        |                  |                |               |                           |                           |  |  |        |        |
|  |                        |                  |                |               |                           |                           |  |  |        |        |
|  | Kansai Daigaku         | 1                |                |               |                           |                           |  |  |        |        |
|  | Kansai Daigaku         | 1                |                |               |                           |                           |  |  |        |        |
|  | Nippon Kokan           | 0                |                |               |                           |                           |  |  |        |        |
|  | Nippon Kokan           | 0                | Kansai Daigaku | 0             |                           |                           |  |  |        |        |
|  |                        |                  | Kansai Daigaku | 0             |                           |                           |  |  |        |        |
|  |                        | Mitsubishi HI    | 5              |               |                           |                           |  |  |        |        |
|  | Mitsubishi HI          | Mitsubishi HI    | 5              | 3             |                           |                           |  |  |        |        |
|  | Mitsubishi HI          |                  |                | 3             |                           |                           |  |  |        |        |
|  | Tokyo Univ. Education  | 1                |                |               |                           |                           |  |  |        |        |
|  | Tokyo Univ. Education  | 1                | Mitsubishi HI  | 0             |                           |                           |  |  |        |        |
|  |                        |                  | Mitsubishi HI  | 0             |                           |                           |  |  |        |        |
|  |                        | Toyo Kogyo       | 1              |               |                           |                           |  |  |        |        |
|  | Yanmar Diesel          | Toyo Kogyo       | 1              | 5             |                           |                           |  |  |        |        |
|  | Yanmar Diesel          |                  |                | 5             |                           |                           |  |  |        |        |
|  | Chūō Daigaku           | 4                |                |               |                           |                           |  |  |        |        |
|  | Chūō Daigaku           | 4                | Toyo Kogyo     | 2             | Finale per il terzo posto | Finale per il terzo posto |  |  |        |        |
|  |                        |                  | Toyo Kogyo     | 2             | Finale per il terzo posto | Finale per il terzo posto |  |  |        |        |
|  |                        | Yanmar Diesel    | 1              |               |                           |                           |  |  |        |        |
|  | Toyo Kogyo             | Yanmar Diesel    | 1              | 5             | Kansai Daigaku            | 1                         |  |  |        |        |
|  | Toyo Kogyo             |                  |                | 5             | Kansai Daigaku            | 1                         |  |  |        |        |
|  | Kwansei Gakuin Daigaku | 0                |                | Yanmar Diesel | 7                         |                           |  |  |        |        |
|  | Kwansei Gakuin Daigaku | 0                |                |               | 7                         |                           |  |  |        |        |
|  |                        |                  |                |               |                           |                           |  |  |        |        |
|  |                        |                  |                |               |                           |                           |  |  |        |        |

### Quarti di finale
| Squadra 1      | Risultato   | Squadra 2              |
| -------------- | ----------- | ---------------------- |
| Kansai Daigaku | 1 - 0       | Nippon Kokan           |
| Mitsubishi HI  | 3 - 1       | Tokyo Univ. Education  |
| Yanmar Diesel  | 5 - 4 (dts) | Chūō Daigaku           |
| Toyo Kogyo     | 5 - 0       | Kwansei Gakuin Daigaku |

### Semifinali
| Squadra 1      | Risultato | Squadra 2     |
| -------------- | --------- | ------------- |
| Kansai Daigaku | 0 - 5     | Mitsubishi HI |
| Yanmar Diesel  | 1 - 2     | Toyo Kogyo    |

### Finale per il primo posto
| Tokyo 14 gennaio 1968 | Toyo Kogyo | 1 – 0 | Mitsubishi Heavy Ind. | National Stadium |

### Finale per il terzo posto
| Tokyo 14 gennaio 1968 | Kansai University | 1 – 7 | Yanmar Diesel | National Stadium |